# Peugeot 203
Peugeot 203 var en bilmodell i mellanklassen som presenterades 1948.
203 var den första Peugeot modell som presenterades efter Andra världskriget och kom att bli en stor succé både i Frankrike och övriga Europa. 203-modellen såldes även i Afrika och Asien. Framgången berodde troligen på en enkel, robust konstruktion som ledde till en stor tillförlitlighet. Modellen var vanligast som fyradörrars sedan, med ett halvkombiliknande utseende, men fanns även som cabriolet och stationsvagn. Samtliga hade en 1,3 liters bensinmotor med 45 hästkrafter som enda motoralternativ. 203-modellen kom att tillverkas fram till 1960 då den ersattes av 404-modellen. Nästan 700 000 exemplar av 203 byggts mellan 1948 och 1960.